# Monarquia de Habsburgo
```
   |-
       |
Erro:
:  
valor não especificado para "
nome_comum
"
```

A Monarquia de Habsburgo incluía os territórios governados pelo ramo austríaco da Casa de Habsburgo e depois pela Casa sucessora de Habsburgo-Lorena, entre 1745 e 1867/1918. A capital era Viena. A monarquia, de 1804 a 1867, geralmente é denominada Império Austríaco e de 1867 a 1918 Império Austro-Húngaro.
A monarquia desenvolveu-se das Terras Hereditárias de Habsburgo (a maioria delas localizadas nos territórios das atuais Áustria e Eslovênia), que os Habsburgos possuíam desde 1278. A Monarquia de Habsburgo aumentou em importância na Europa em 1526, quando o arquiduque Fernando da Áustria, o irmão mais novo do Sacro Imperador Romano-Germânico Carlos V, foi eleito Rei da Boêmia e Hungria após a morte de Luís II, o rei daqueles dois países, na batalha contra os turcos em Mohács. A partir dali, a Monarquia cresceu a ponto de chegar, por vezes, a governar mais da metade do território da Europa.

## Terminologia
Nomes do território que (com algumas exceções) finalmente tornou-se Áustria-Hungria:
- Monarquia de Habsburgo ou Monarquia austríaca (1526 – 1867) : Este foi um nome não oficial, porém muito frequente - mesmo naquele tempo. A entidade não possuía um nome oficial;
- Império Austríaco (1804 – 1867): Este foi o nome oficial;
- Áustria-Hungria ou Império Austro-Húngaro (1867 – 1918): Este foi o nome oficial. Um nome popular não oficial foi Monarquia do Danúbio (em alemão: Donaumonarchie);
- As terras da coroa (em alemão: Kronländer) (1849 – 1918): Este é o nome de todas as partes individuais do Império Austríaco (a partir de 1849) e depois da Áustria-Hungria. O Reino da Hungria (mais precisamente as Terras da coroa da Hungria) não foram consideradas "terras da coroa", nem mesmo após a criação da Áustria-Hungria em 1867.

Nomes de alguns territórios menores:
- Terras Austríacas (? – 1918): Este foi o nome não oficial de parte da monarquia austríaca que acabou constituindo a atual Áustria (exceto a Burgenland e a maioria das vezes também Salzburgo).
- Terras Hereditárias (em alemão: Erblande ou Erbländer) ou Terras Hereditárias Alemãs (na monarquia austríaca) ou Terras Hereditárias Austríacas (Idade Média – 1849/1918): No sentido mais aproximado estes foram os "originais" territórios austríacos de Habsburgo, isto é, basicamente as terras austríacas e a Carniola (não a  Galícia, territórios italianos ou os Países Baixos do Sul). No sentido amplo os Países Checos estavam também incluídos nas Terras Hereditárias. O termo foi substituído por "terras da coroa" (veja acima) na Constituição de Março de 1849, mas ela foi também usada depois disso.

## Territórios
Apesar do domínio territorial exercido pelo ramo Habsburgo ter sofrido variações com o passar dos anos, o seu território sempre foi constituído por quatro blocos principais: 
1. As Terras Hereditárias, que abrangiam a maior parte do território da atual Áustria e Eslovênia, bem como os territórios a nordeste da Itália e (antes de 1797) o sudoeste da Alemanha. A estes foram adicionados em 1779 o Inn Quarter da Baviera; e em 1803 os Bispados de Trento e Bressanone. As Guerras Napoleônicas causaram descontinuidade onde muitas partes das terras Hereditárias foram perdidas, mas todas essas, juntamente com o antigo Arcebispado de Salzburgo, que havia sido anteriormente temporariamente anexado entre 1805 e 1809, foram recuperados pelo tratado de paz de 1815. As províncias Hereditárias incluíam:
  1. Alta Áustria
  2. Baixa Áustria
  3. Estíria
  4. Caríntia
  5. Carníola
  6. Fronteira Militar
  7. O porto adriático de Trieste
  8. Ístria (embora a maior parte da Ístria fosse território da República de Veneza até 1797)
  9. Gorizia–Gradisca
    - Estas terras de (3 a 8) eram freqüentemente agrupadas e denominadas de Áustria Interna

  10. O Tirol (apesar do Principado Episcopal de Trento e Bressanone dominarem até 1803 o que se tornaria o Tirol Meridional)
  11. Vorarlberg (atualmente uma união de províncias, apenas constituída no século XIX)
  12. As Vorlande, um grupo de territórios no sudoeste da Alemanha perdido em 1797 (embora os territórios da Alsácia que formavam uma parte delas terem sido perdidos em 1648)
    - Vorarlberg e as Vorlande eram freqüentemente agrupadas e denominadas de Áustria Anterior e a maior parte das vezes governada juntamente com o Tirol.

  13. Salzburgo (somente após 1805)
2. Os Países Checos — inicialmente eram constituídos de quatro províncias: Boêmia, Morávia, Silésia e Lusácia. A Lusácia foi cedida à Saxônia em 1620, enquanto que a maior parte da Silésia foi conquistada pela Prússia em 1740–1742.
3. O Reino da Hungria — antes de 1699, o Reino da Hungria, chamado Hungria Real naquele tempo, perdeu cerca de dois terços de seu território para o Império Otomano e seus vassalos, os Príncipes da Transilvânia, enquanto que os Habsburgos ficaram restritos aos limites ocidental e norte do antigo reinado, mas depois daquela data quase que todo o antigo reinado retornou para o domínio austríaco, com o restante sendo conquistado em 1718. O Reino da Hungria, em sua maior extensão, incluía a atual Hungria e a Eslováquia, a maior parte da Croácia, a Vojvodina no que é hoje a Sérvia, Transilvânia no que é hoje a Romênia e a Rutênia Subcarpática, uma pequena região trans-Cárpatos na atual Ucrânia. Entre 1718 e 1739, vários outros territórios dos Bálcãs, incluindo a área em torno de Belgrado e a parte ocidental da Valáquia, foram também anexadas, mas foram perdidas a seguir na fracassada guerra contra a Turquia em 1739. Muitas áreas fronteiriças ao Império Otomano separaram-se da administração húngara e formaram a Fronteira Militar, que era governada diretamente por Viena.
4. O Reino da Croácia inicialmente era constituído de quatro regiões: Croácia, Eslavônia, Dalmácia e Bósnia. O Parlamento da Croácia (Sabor) elegeu Fernando I, como Rei da Croácia em 1 de janeiro de 1527. O Reino da Croácia permaneceu dentro da Monarquia de Habsburgo até que o Parlamento croata (Sabor) declarou sua independência em 29 de outubro de 1918. Depois do Compromisso Croata-Húngaro em 1868, o nome oficial para Reino da Croácia foi Reino da Croácia-Eslavônia.
  1. A Croácia Central: No século XVI, depois que a Eslavônia e a Bósnia passaram para o domínio do Império Otomano e a Dalmácia para o da República de Veneza, a Croácia Central era chamada de a Remanescente das remanescentes do que uma vez foi o grande Reino da Croácia (latim: Reliquiæ reliquiarum olim inclyti Regni Croatiæ).
  2. Eslavônia: No século XVI caiu em poder do Império Otomano; depois de libertada, retornou à administração civil da Croácia em 1718.
  3. Dalmácia: Entre 1409 e 1420, a República de Veneza ocupou a maior parte da Dalmácia, que permaneceu sob o governo da República de Veneza até ela ser dissolvida em  1797. Embora a Dalmácia tenha sido tomada pelo Império Austríaco em 1815, ele recusou-se a devolver a Dalmácia para a administração civil da Croácia, mesmo indo contra à vontade do Parlamento da Croácia.
  4. Bósnia: Em 1377, o independente Reino da Bósnia separou-se do Reino da Croácia e ficou a ser governado por Tordácato I, mas foi conquistado pelo Império Otomano em 1463, enquanto que os reis croato–húngaros permaneceram reivindicando a Bósnia (também chamada de Croácia turca) pelo Reino da Croácia. A Bósnia permaneceu sob o domínio otomano até 1878, quando foi conquistada pela Áustria-Hungria, mas nunca retornou à Croácia, apesar dos constantes pedidos do Parlamento da Croácia.

  - A Fronteira Militar da Croácia e da Eslavônia (Vojna Krajina), que foi uma zona temporária ao longo da fronteira com o Império Otomano formado no século XVI e administrado diretamente pelas autoridades militares da Monarquia de Habsburgo, não pelo Sabor croata, nem pelo bano. Ela retornou à administração civil da Croácia em 1881.

Ao longo do curso de sua história, outras terras estiveram, por vezes, sob o governo dos Habsburgos austríacos:
1. Os Países Baixos do Sul, consistiam da maior parte do território das atuais Bélgica e Luxemburgo (1713–1792)
2. O Ducado de Milão, na Lombardia (1713–1797)
3. O Reino de Nápoles (1713–1735)
4. O Reino da Sardenha (1713–1720)
5. O Banato de Timișoara (1718–1778)
6. A Sérvia (1718–1739)
7. A Bósnia (1718–1739)
8. A Oltênia (1718–1737)
9. O Reino da Sicília (1720–1735)
10. O Ducado de Parma (1735–1748)
11. O Reino da Galícia e Lodomeria, nas atuais Polônia e Ucrânia (1772–1918)
12. A Bucovina (1774–1918)
13. A Nowa Galicja, as terras da Polônia, incluindo Cracóvia, adquirida por intermédio da terceira partição da Polônia (1795–1809)
14. A Veneza (1797–1805, 1814–1866)
15. A Dalmácia (1797–1805, 1814–1918)
16. A Lombardia (1814–1859)
17. A Cracóvia, que foi incorporada à Galícia (1846–1918)
18. A Voivodia da Sérvia e do Banato de Tamis (1849–1860)
19. A Bósnia e Herzegovina (1908–1918)

Os Habsburgos austríacos também mantiveram o título de Imperador do Sacro Império Romano-Germânico entre 1556 e 1740, e novamente de 1745 a 1806.

## Características

A Bandeira da Monarquia de Habsburgo

As várias propriedades dos Habsburgos nunca na verdade formaram um país único - cada província era governada de acordo com seus costumes locais. Até o meio do século XVII, todas as províncias não eram necessariamente governadas pela mesma pessoa - membros mais novos de uma família geralmente governavam partes das Terras Hereditárias como apanágios particulares. Sérias tentativas de centralização começaram no reinado de Maria Teresa e especialmente no de seu filho José II na segunda metade do século XVIII, mas muitas delas foram abandonadas após as tentativas de reformas mais radicais de José, embora uma política mais cautelosa de centralização tenha continuado durante o período revolucionário e no longo período metternichiano que se seguiu.
A maior tentativa de centralização ocorreu em 1849 depois da supressão de várias revoluções em 1848. Pela primeira vez, ministros tentaram transformar a monarquia em um Estado burocrático centralizado governado a partir de Viena. O Reino da Hungria, em particular, deixou de existir como uma entidade separada, sendo dividido em uma série de distritos. Depois das derrotas dos Habsburgos nas Guerras de 1859 e 1866, esta política foi abandonada e após vários anos de experimentações no início da década de 1860, o famoso compromisso austro-húngaro de 1867, ou Ausgleich, de 1867 resultou no que foi chamado de Monarquia Dual da Áustria-Hungria. Neste sistema, ao Reino da Hungria foi dado soberania e um parlamento, com apenas uma união pessoal e uma junta política estrangeira e militar conectando-o a outras terras dos Habsburgos. Apesar das terras dos Habsburgos não húngaras, geralmente, mas erroneamente, serem chamadas de "Áustria", receberam seu próprio parlamento central (o Reichsrat, ou Conselho Imperial) e ministros, como seu nome oficial - os Reinos e Terras Representadas no Conselho Imperial - mostram que eles mantiveram-se algo menos que um genuíno Estado unitário. Quando a Bósnia-Herzegovina foram anexadas (depois de um longo período de ocupação e administração), elas não foram incorporadas nem pela metade da monarquia. Em vez disso, elas foram governadas por uma junta do ministério das finanças.
A Áustria-Hungria ruiu sob o peso de vários problemas étnicos não resolvidos, que resultou em sua derrota na Primeira Guerra Mundial. No acordo de paz que se seguiu, importantes territórios foram cedidos à Romênia e ao Reino de Itália, novas repúblicas da Áustria Alemã (depois Áustria) (os territórios germano-austríacos das terras Hereditárias) e Hungria (o núcleo magiar do antigo império) foram criadas e os territórios que remanescentes da monarquia foram divididos entre os novos Estados da Polônia, Reino da Sérvia, Croácia e Eslovênia (mais tarde Iugoslávia) e Tchecoslováquia.

## Territórios dos Habsburgos fora da Monarquia de Habsburgo
A Monarquia de Habsburgo não deve ser confundida com vários outros territórios governados em diferentes tempos por membros da dinastia Habsburgo. O ramo espanhol dos Habsburgos governou a Espanha e vários outros territórios de 1516 até ele ser extinto em 1700. Um ramo menor governou a Toscana entre 1765 e 1801, e novamente de 1814 a 1859.  Enquanto esteve exilada da Toscana, este ramo governou Salzburgo de 1803 a 1805, e em Würzburg de 1805 a 1814. Um outro ramo governou as Vorlande de 1803 a 1805, e o Ducado de Módena e Reggio de 1814 a 1859, enquanto que a imperatriz Maria Luísa, segunda esposa de Napoleão Bonaparte e filha do imperador Francisco I da Áustria, governou o Ducado de Parma entre 1814 e 1847.

## Governantes da Monarquia de Habsburgo, 1526-1918

### Habsburgo
- Fernando I 1520-1564
- Maximiliano II 1564-1576
- Rodolfo II 1576-1612
- Matias 1612-1619
- Fernando II 1619-1637
- Fernando III 1637-1657
- Leopoldo I 1657-1705
- José I 1705-1711
- Carlos VI 1711-1740
- Maria Teresa 1740-1780

### Habsburgo-Lorena
- José II 1780-1790
- Leopoldo II 1790-1792
- Francisco II 1792-1835 (tornou-se Imperador Francisco I da Áustria em 1804, a partir daqui a numeração recomeçou)
- Fernando I 1835-1848
- Francisco José I 1848-1916
- Carlos I 1916-1918